# 黌利宅
黌利宅（泰語： Ban Wang Li）是泰国曼谷的一处中式三合院民居，坐落于昭披耶河西岸的空讪县，建于1881年，为潮商家族黌利家族的宅第。
潮商陈慈黉在1871年来到曼谷，开办“黉利行”，经营贸易、金融及火砻、火船业。历经三代人经营，成为曼谷显赫的商人家族。黌利宅是三合院布局，潮汕民居风格。1984年，荣获暹罗建筑师协会建筑保护奖。